# ノースウエスト航空5便エンジン脱落事故
ノースウエスト航空5便エンジン脱落事故は、1990年1月4日に発生した航空事故である。マイアミ国際空港からミネアポリス・セントポール国際空港へ向かっていたノースウエスト航空5便（ボーイング727-251）の第3エンジンが飛行中に脱落し、緊急着陸した事故である。

## 事故の経緯
ノースウエスト航空5便はEST8時15分にマイアミ国際空港から離陸した。午前9時10分頃に高度35,000フィート (11,000 m)を巡航中に、突然機体後方部で大きな音がした。パイロットは第3エンジンの推力が失われたことに気づき、緊急事態を宣言した。パイロットは着陸後に機体を見るまで、第3エンジンが脱落していることに気付かなかった。9時58分、5便はタンパ国際空港に緊急着陸した。乗員乗客はいずれも負傷せず、無事に地上へ降り立った。脱落したプラット・アンド・ホイットニー JT8D-15ジェットエンジンは、フロリダ州マディソン近くで発見された。

## 事故原因
国家運輸安全委員会（NTSB）が事故調査を行った。調査から、前方トイレの外部シールが欠落しており、安全ボタンおよび内側シールの取付が適切でなかったことが判明した。シールの欠落により、機体が加圧されたときにトイレから液体漏れが発生し、これが凍結して第3エンジンに吸い込まれてコンプレッサー・ブレードが損傷を受けたものと推定された。ボーイング727のエンジンは、極度の損傷を受けると機体胴体部からはずれるよう設計されている。
NTSBは事故原因を、「整備士が前方トイレの適切な保守を怠ったこと」であるとした。